# Thalassironus bipartitus
Thalassironus bipartitus is een rondwormensoort uit de familie van de Ironidae. De wetenschappelijke naam van de soort is voor het eerst geldig gepubliceerd in 1953 door Wieser.